# Сирмайс, Юстс
Юстс Сирмайс (латыш. Justs Sirmais; 6 февраля 1995) — латвийский певец, участник «Евровидения-2016».

## Биография
Юстс родился 6 февраля 1995 года в Латвии, в краевом центре Кекава. Окончил первую государственную гимназию. С 6 лет начал изучать джазовый вокал.
В 2016 году Юстс принял участие в латвийском шоу «Supernova» (национальный отбор на «Евровидение») с песней «Heartbeat», которую написала для него Амината Савадого, представлявшая Латвию на «Евровидении-2015». В финале национального конкурса, состоявшемся 28 февраля 2016 года, Сирмайс одержал победу и получил право представлять свою страну на «Евровидении-2016» в Стокгольме. 12 мая 2016 года Юстс успешно выступил в полуфинале «Евровидения-2016» и прошёл в финал конкурса. В финале, проходившем 14 мая, Юстс занял 15 место.

## Дискография
- 2016: EP «To be heard»